# Rory McArdle
Rory Alexander McArdle est un footballeur nord-irlandais, né le 1er mai 1987 à Sheffield en Angleterre. Il évolue comme défenseur central à Harrogate Town.

## Biographie

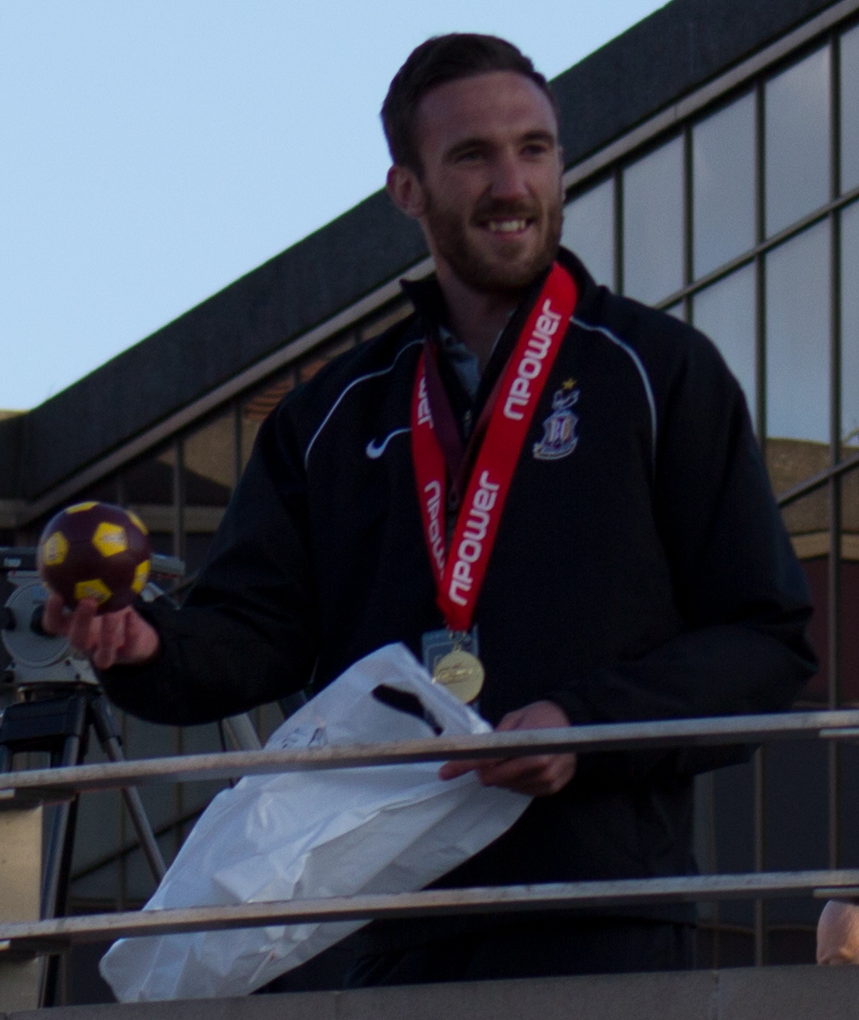
McArdle paradant après la victoire de Bradford City en finale des play-offs d'accession de League Two 2013

Le 21 juin 2017, il rejoint Scunthorpe United.
Arrivé en fin de contrat à l'issue de la saison 2019-2020, Scunthorpe United ne lui propose pas de prolonger son bail, à l'instar de 10 autres joueurs du groupe professionnel.
Le 6 août 2020, il rejoint Exeter City.
Le 30 juin 2021, il rejoint Harrogate Town.

## Carrière
- 2004-2007 :  Sheffield Wednesday
  - 2005-2007 :  Rochdale FC (prêt)
- 2007-2010 :  Rochdale FC
- 2010-2012 :  Aberdeen FC
- 2012-2017 :  Bradford City
- Depuis 2017 :  Scunthorpe United[2],[3],[4]

## Palmarès
Vierge